# Stunde Null
Stunde Null, littéralement heure zéro, est une expression en langue allemande ainsi qu'une notion usitée en Allemagne qui désigne l'heure minuit le 8 mai 1945 et donc la fin de la Seconde Guerre mondiale. Elle marque la rupture avec la période antérieure, le début de quelque chose d'autre, de neuf. La notion est régulièrement utilisée en Allemagne, dans divers débats d'idées.

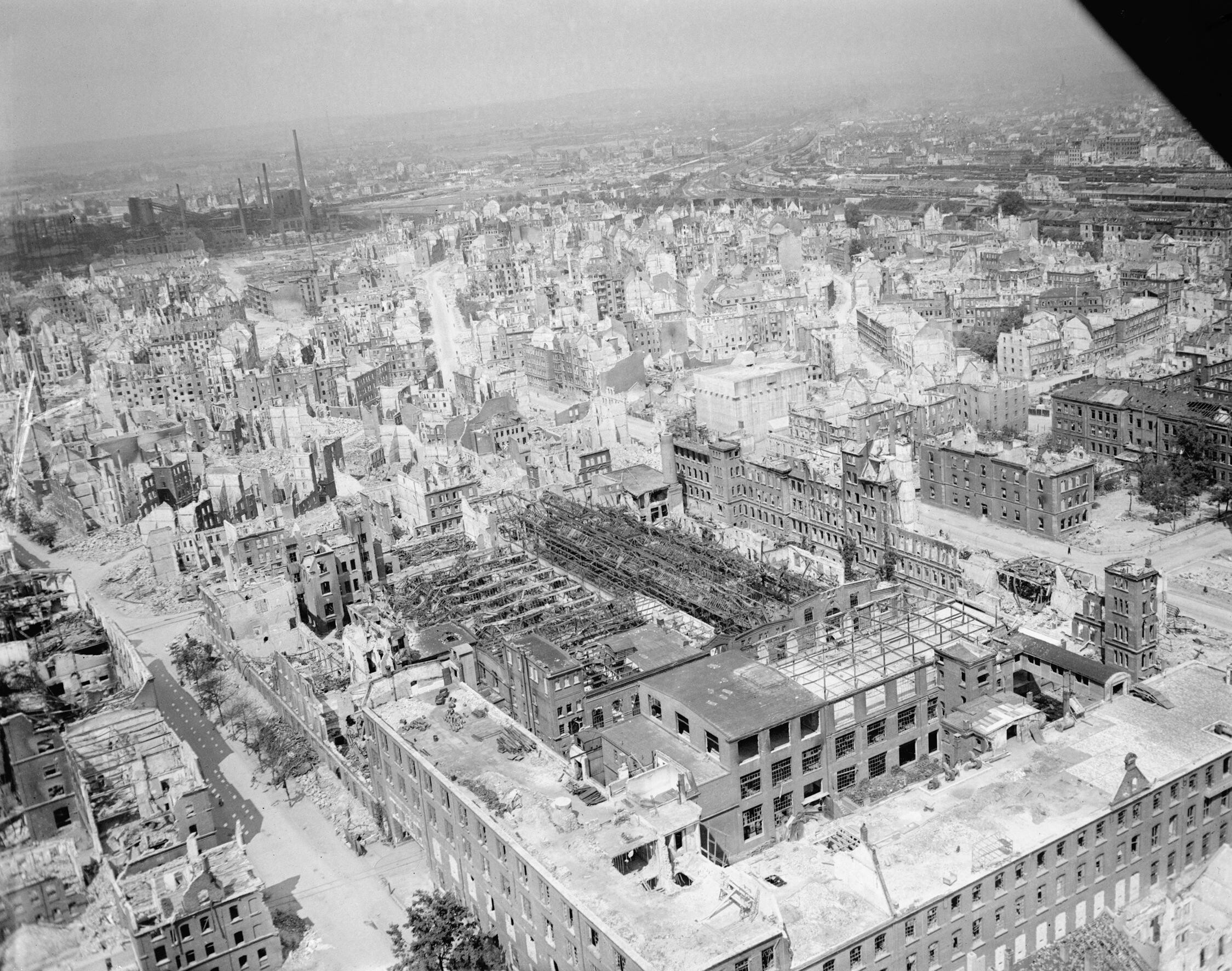
Un quartier de Nuremberg, mai 1945.

En Allemagne, l'expression est utilisée pour désigner d'autres ruptures marquantes : la chute du mur de Berlin par exemple.

## Œuvres y faisant référence
- Le titre du film italien Allemagne année zéro est une référence explicite à la Stunde Null.
- Le film allemand Liebe 47 (1949) évoque la vie après la Stunde Null.